# Тикубудзима-рю
Тикубудзима-рю (яп. 竹生島流) — древняя школа бодзюцу, классическое боевое искусство Японии, основанное приблизительно в XII веке мастером по имени Намба Хэйдзи.

## История
Школа Тикубудзима-рю была основана мастером по имени Намба Хэйдзи (яп. 難波平治 光閑). По утверждению представителей школы, свои корни стиль ведёт ещё с 1100-х годов, со времён зачатия войны между кланами Гэндзи и Тайра.
Официальный основатель школы, Намба Хэйдзи, мастерски владел нагината и глубоко веровал в Бэндзайтэн, божествj храма Тикубудзима. Согласно легенде, во время боя Хэйдзи потерял лезвие своей нагината, однако не растерялся и боролся оставшимся древком, в результате чего остался в живых и одолел своих врагов. В благодарность за сохранённую жизнь он разработал систему боя при помощи бо и назвал её в честь храма.
Во времена феодальных войн в Японии школа была популярна в районах Сёнай (современная префектура Ямагата), Сендай (современная префектура Мияги) и Овари (современная префектура Айти).
В период Мэйдзи школа перешла к семье Мацуура, где передаётся и по сей день.
В настоящее время штаб-квартира школы находится в городе Омура (город) Омура, Нагасаки. Кроме того существуют филиалы в Ямагата и Токио. По состоянию на 2008 год школа входит в состав организации Нихон Кобудо Кёкай, а её текущим представителем является Мацуура Хиродзуми (яп. 松浦寛澄) сэнсэй.

## Генеалогия
Линия передачи традиций школы Тикубудзима-рю выглядит следующим образом:
1. Намба Хэйдзи (яп. 難波平治 光閑);
2. Такэути Бундзаэмон (яп. 竹内文左衛門);
3. Сато Сатоуэмон (яп. 佐藤里右衛門);
4. Сато Ситибэй (яп. 佐藤七兵衛);
5. Кадзивара Кюдзабуро (яп. 梶原久三郎);
6. Симидзу Ядаю (яп. 清水弥太夫);
7. Окада Ясубэй (яп. 岡田安兵衛);
8. Ото Матасукэ (яп. 大戸亦助);
9. Иноуэ Юхэй (яп. 井上祐平);
10. Мураками Бунроку (яп. 村上文六);
11. Уэно Кадзуёси (яп. 上野和吉);
12. Оя Кихати (яп. 大屋喜八);
13. Оя Цукуруэмон (яп. 大屋作右衛門);
14. яп. 関弥次兵衛 長明;
15. Ивасэ Иссин (яп. 岩瀬一心斎 重周);
16. Мацуура Масадзиро (яп. 松浦政次郎 好易);
17. Мацуура Ёсио Канэнобу (яп. 松浦良夫 易信);
18. Мацуура Хиродзуми (яп. 松浦寛澄).